# فلاديمير غابولوف
فلاديمير غابولوف (بالروسية: Владимир Борисович Габулов)‏ ، من مواليد 19 أكتوبر 1983 في أوردزونيكيدزه في روسيا ، لاعب كرة قدم روسي.
يلعب مع نادي دينامو موسكو منذ عام 2008.
بدأ باللعب مع منتخب روسيا لكرة القدم في عام 2007.

## روابط خارجية
- فلاديمير غابولوف على موقع الاتحاد الدولي (مؤرشف)  (الإنجليزية)
- فلاديمير غابولوف على موقع قاعدة بيانات كرة القدم.إي يو (الإنجليزية)
- فلاديمير غابولوف على موقع ناشيونال فوتبول تيمز (الإنجليزية)
- فلاديمير غابولوف على موقع Soccerbase.com (لاعب) (الإنجليزية)
- فلاديمير غابولوف على موقع Soccerway.com (الإنجليزية)
- فلاديمير غابولوف على موقع عالم كرة القدم.نت (الإنجليزية)
- فلاديمير غابولوف على موقع كووورة
- فلاديمير غابولوف على موقع AS.com (الإسبانية)